# Nathan Stewart-Jarrett

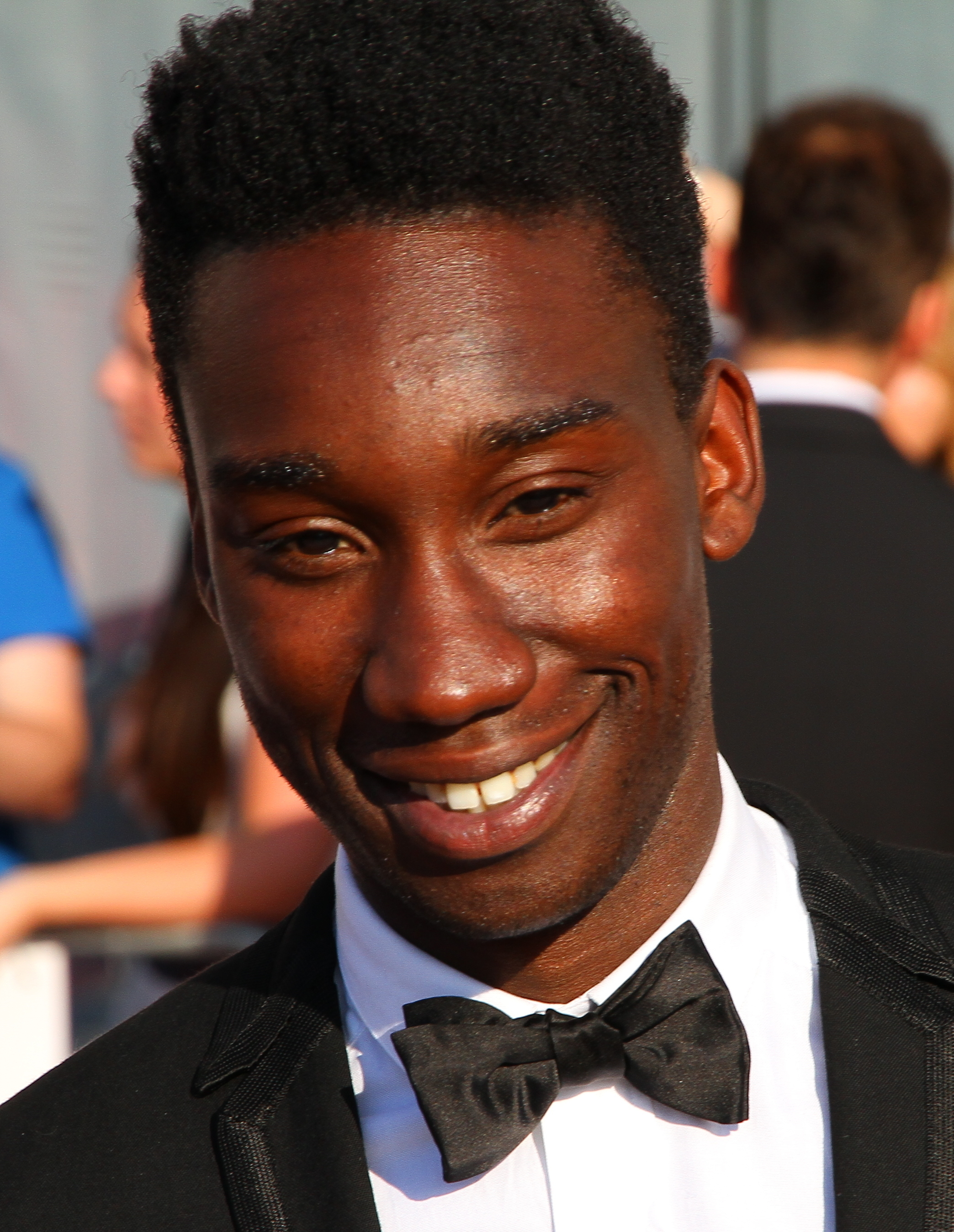
Nathan Stewart Jarrett no BAFTA Television Awards 2012.

Nathan Stewart-Jarrett (nascido em 4 de dezembro de 1985 em Wandsworth) é um ator Inglês, mais conhecido por seu papel de protagonista na comédia-drama da E4, Misfits de como Curtis Donovan. 
Ele estudou na Escola Central de Expressão e Drama graduando-se em 2006.

## Filmografia
| Ano  | Obra                                | Papel                  | Notas                                     |
| ---- | ----------------------------------- | ---------------------- | ----------------------------------------- |
| 2007 | Casualty                            | Tunde                  | TV                                        |
| 2009 | Coming Up - Apples and Oranges      | Sam                    | TV                                        |
| 2009 | The Bill                            | Georgie                | TV                                        |
| 2009 | Misfits                             | Curtis                 | Série de TV                               |
| 2010 | Money                               | Felix                  | Participou em dois episódios              |
| 2011 | Will You Marry Me?                  | Dillon                 | Curta Metragem                            |
| 2012 | The Comedian                        | Nathan                 | Longa Metragem                            |
| 2013 | Utopia                              | Ian Johnson            | Série de televisão                        |
| 2013 | The Vacation                        | Deng Lo Wad            | Filme para TV                             |
| 2013 | The Paradise                        | Christian Cartwright   | 1 episódio                                |
| 2014 | Years & Years: Real                 |                        | Curta Metragem                            |
| 2014 | The Great War: The People's Story   | Arthur Roberts         | Minissérie de Documentário em 1 episódio. |
| 2014 | The Face of an Angel                | Adam                   | Longa Metragem                            |
| 2014 | War Book                            | Austin                 | Longa Metragem                            |
| 2015 | Pink Grapefruit                     |                        | Curta Metragem                            |
| 2015 | Drunk History: UK                   | Maurice Wilkins        | 1 episódio                                |
| 2015 | Two Down                            | Simon the Receptionist | Longa Metragem                            |
| 2015 | Prey                                | Richard Iddon          | 3 episódios                               |
| 2015 | Base                                | Danny                  | Curta Metragem                            |
| 2016 | Houdini and Doyle                   | Elias Downey           | 1 episódio                                |
| 2016 | Dom Hemingway                       | Hugh                   | Longa Metragem                            |
| 2016 | Pregnant Pause                      | James                  | Curta Metragem                            |
| 2016 | The Collection                      | Lewis                  | 3 episódios                               |
| 2016 | Everyday Performance Artists        | Harvey                 | Curta Metragem                            |
| 2017 | Cassandra French's Finishing School | Elijah                 | 6 episódios                               |
| 2017 | Mope                                | Steve Driver           |                                           |
| 2017 | Famous in Love                      | Barrett Hopper         | 6 episódios                               |
| 2021 | Candyman                            | Troy Cartwright        |                                           |